# Синя вівсянка
Синя вівсянка (Porphyrospiza) — рід горобцеподібних птахів родини саякових (Thraupidae). Представники цього роду мешкають в Південній Америці. Раніше рід вважався монотиповим і включав лише вид Porphyrospiza caerulescens, однак за результатами низки молекулярно-генетичних досліджень до роду були також переведені два види, яких раніше відносили до роду  Вівсянчик (Phrygilus).

## Види
Виділяють три види:
- Вівсянка синя (Porphyrospiza caerulescens)
- Вівсянчик смугохвостий (Porphyrospiza alaudina)
- Вівсянчик аргентинський (Porphyrospiza carbonaria)

## Етимологія
Наукова назва роду Porphyrospiza походить від сполучення слів дав.-гр. πορφυρα — пурпуровий і σπιζα — в'юрок.